# Economía de guerra
Se denomina economía de guerra a la que se aplica en momentos históricos de fuertes convulsiones violentas, sean o no conflictos armados, o en periodos de extrema autarquía y que tiene por objetivo mantener el funcionamiento de las actividades económicas indispensables para un país, procurar el autoabastecimiento, desincentivar el consumo privado, garantizar la producción de alimentos y controlar la economía nacional desde el Estado. Cada país se acerca a la reconfiguración de su economía de una manera diferente.
Entre las actuaciones fundamentales se encuentran:
1. Control exhaustivo de la política monetaria que evite los procesos de hiperinflación.
2. Favorecimiento de la autarquía como sistema que evite la dependencia de las importaciones exteriores en productos básicos y material militar.
3. Medidas de ahorro del consumo energético.
4. Incentivación de la mano de obra a bajo coste para ocupar los puestos de trabajo de aquellos que se incorporan al ejército.
5. Cambios en la política agrícola que dirigen los cultivos y la industria transformadora hacia la producción de granos y, en general, cultivos que aporten una alta cantidad de hidratos de carbono.
6. Aumento de la producción de la industria pesada y de material militar.
7. Establecimiento de reducciones del consumo privado, que puede incluir el racionamiento a la industria y a las familias.

Para muchos países no beligerantes y cercanos territorial o económicamente a una zona de conflicto armado, la economía de guerra representa una oportunidad de crecimiento y desarrollo al poder incrementar sus exportaciones a los beligerantes, según John F. Pollard se puede hablar de un "efecto de arrastre" que sufren los países más atrasados y que les lleva a una disminución del diferencial de contemporaneidad. Ejemplo de este efecto es el hecho de que durante la Primera Guerra Mundial, los países de la periferia económica redujeron las distancias con los países más avanzados que se encontraban en guerra.
La economía de guerra sustenta procesos de investigación y desarrollo tecnológico que mejoran la capacidad del país, sosteniéndose por algunos economistas que, en algunos casos, este parece ser el origen real de algunos conflictos.